# Piemont
El Piemont (Piemont en piemontès i occità, Piemonte en italià) és una de les 20 regions d'Itàlia. Es divideix administrativament en 7 províncies: Alessandria, Asti, Biella, Cuneo, Novara, Verbano-Cusio-Ossola, i la ciutat metropolitana de Torí. La capital és Torí.

## Geografia

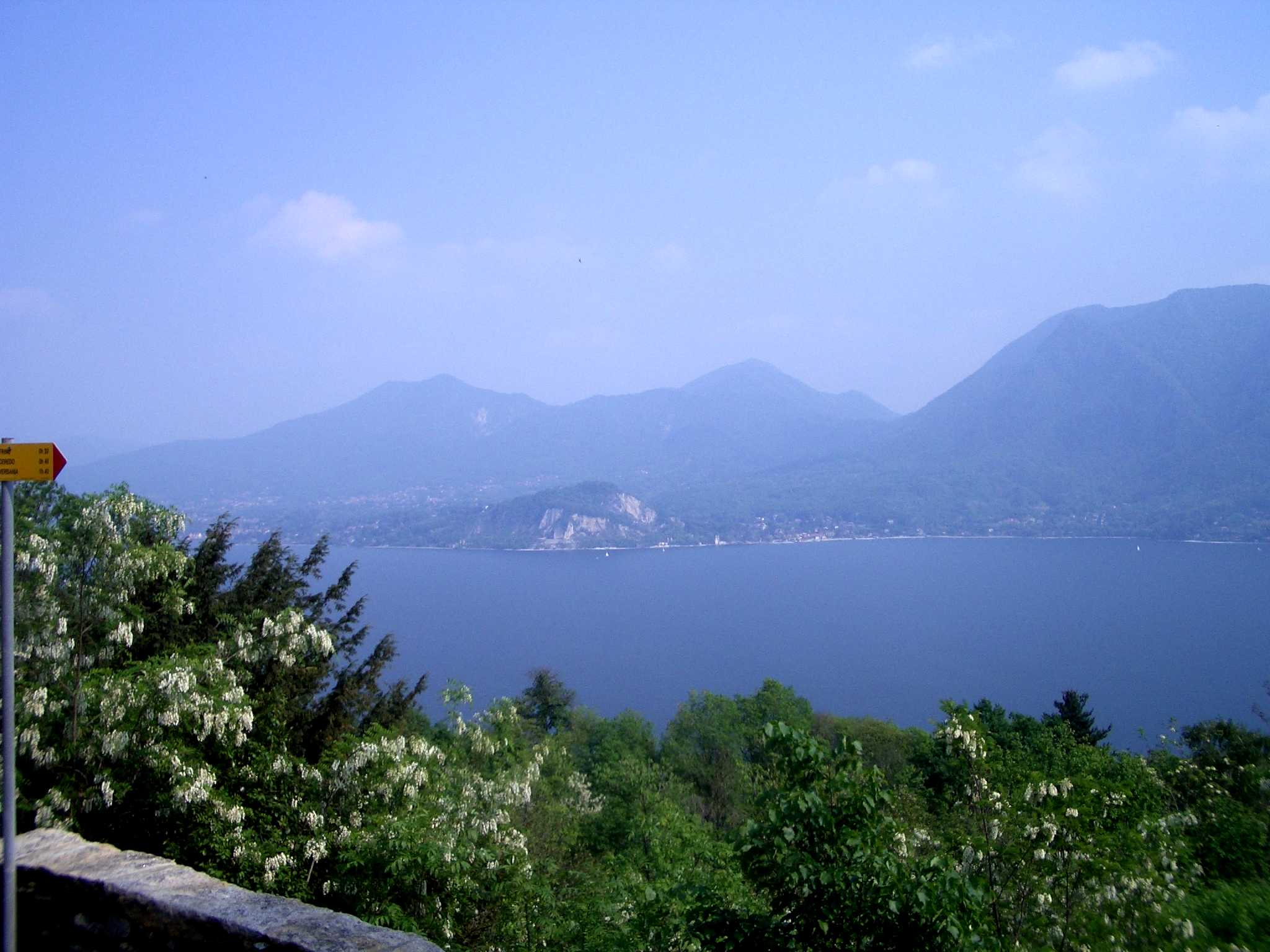
Sacro Monte di Ghiffa

El Piemont limita amb la regió italiana de la Vall d'Aosta, i els cantons suïssos de Valais i Ticino al nord, amb la Ligúria i l'Emília-Romanya al sud, amb la Llombardia a l'est, i amb les regions franceses de Provença-Alps-Costa Blava i Roine-Alps a l'oest.
Està rodejat de muntanyes per tres dels seus costats, els Alps occidentals, des del pas de Tenda fins al Simplon. Els seus pics més alts són el Mont Rosa (4.638 m), el Cervino (4.482 m), el Gran Paradiso (4.061 m) i el Monviso (3.841 m), on neix el riu Po. El territori del Piemont és eminentment muntanyós (43,3%), junt amb extenses zones de pujols (30,3%) i planures (26,4%). Els Alps van descendent cap al sud, arribant a la gran plana padana, constituïda pel sistema hidrogràfic del Po i dels seus nombrosos afluents.

## Història

### Edat Antiga
El Piemont estava habitat des dels principis dels temps històrics per tribus celto-lígurs. Aquests pobles foren sotmesos per Roma (c. 220 aC), que hi fundaren diverses colònies, com és el cas d'Augusta Taurinorum (Torí) i Eporedia (Ivrea).

Escut d'armes de la Casa de Savoia.

### Edat mitjana
Arran de la caiguda de l'Imperi Romà d'Occident, la regió es veié repetidament envaïda. Primer foren els burgundis, posteriorment els gots (segle v) i després els romans d'Orient. Els llombards arribaren al segle vi, i dividiren el territori en ducats. El 773 la regió fou ocupada pels francs. Els carolingis organitzaren el territori en comtats que rivalitzaven entre si: Ivrea, Torí, Vercelli, Asti, Novara; essent els dos primers els més poderosos. Als segles IX i X es produïren més incursions dels magiars i els sarraïns. El Piemont, com a part del Regne d'Itàlia passa a formar part del Sacre Imperi Romanogermànic, i es veu subdividit en diferents marquesats.
L'any 1046, el matrimoni d'Adelaida de Susa, marquesa de Torí, amb Odó de Savoia comportà la unió als territoris del Comtat de Savoia els de la Vall de Susa i del Marquesat de Torí, territori que s'estenia pel Piemont. Altres zones, però, en quedaren fora i romangueren independents, com les comunes d'Asti i Alessandria i els marquesats de Saluzzo i Montferrat. Al segle xiv, el territori queda unificat sota el govern de la casa de Savoia.

### Edat Moderna
El 1559 Manuel Filibert, duc de Savoia, aconseguí recuperar la independència de França, i traslladà la seu del Piemont a Torí en 1563. Els francesos, això no obstant, ocuparen la regió el 1631. No fou fins al 1706 que els Savoia, amb ajuda austríaca, recuperaren la independència. Arran de la Guerra de Successió espanyola i segons el termes del Tractat d'Utrecht el Ducat de Savoia rebé les ciutats d'Alessandria, Monferrato, Pragelato, Valsesia i Langhe a més del Regne de Sicília. El 10 de juliol de 1713 Víctor Amadeu II es convertí en rei de Sicília mitjançant la signatura d'un document pel qual el Regne d'Espanya li cedia l'illa. El 1720, Víctor Amadeu II de Savoia es corona rei de Sardenya en ser cedit aquest per Àustria amb motiu de la Guerra de la Quàdruple Aliança, fundant així el que es convertiria en el Regne de Sardenya-Piemont i incrementant la importància de Torí com a capital europea.

### Edat Contemporània

Bandera de la República del Piemont 1796-1801

El 10 de desembre de 1798 va ser creada a Torí la República del Piemont. Va ser reconeguda pels francesos, que havien ocupat la ciutat. El 20 de juny de 1799, aprofitant l'estada de Napoleó a Egipte, les tropes austro-russes van reconquerir la ciutat de Torí i van restaurar Carles Manuel IV de Sardenya al seu tron, però un any després, França tornà a ocupar la ciutat creant la República Subalpina. L'11 de setembre de 1802 el Piemont fou annexat a França i se suprimí la República Subalpina. Amb la Restauració i amb el Tractat de París de 30 de maig de 1814, la casa de Savoia fou restaurada en els seus drets i el 4 de gener de 1815, pel Congrés de Viena, la República de Gènova i la Ligúria van ser annexades al Regne, per constituir un estat prou gran per fer front a França.
El Regne de Piemont-Sardenya fou el que liderà la unificació italiana, i el seu monarca, Víctor Manuel II, es convertí en el primer rei d'Itàlia l'any 1861. La capital del nou Estat fou Torí durant el període de 1861 a 1865. Paradoxalment, l'addició del territori al Regne d'Itàlia en reduí la importància, i la capital es traslladà a Florència primer i a Roma després.

## Economia
El Piemont té un producte interior brut de 121.600 milions d'euros (2010). El PIB per capita és de 27.307 euros.
La regió del Piemont és una fèrtil regió agrícola, si bé el seu motor econòmic principal és la indústria, essent una de les regions més industrialitzades d'Itàlia, especialment en el sector químic, alimentari i tèxtil. En destaca l'àrea de Torí, seu del grup automobilístic FIAT i les activitats relacionades del grup. En el sector terciari, pren importància l'activitat bancària i asseguradora, el comerç, la indústria editorial i el turisme.

## Idiomes
La regió és d'una gran varietat lingüística. A més de l'italià, la llei del 9 d'abril de 1990 reconeix quatre llengües històriques al Piemont: el piemontès, parlat per dos milions de persones, l'occità, parlat a les Valls Occitanes, el francès (encara que el que es parla és arpità), parlat a les Valls arpitanes del Piemont, i l'alemany, parlat pels walser a alguns municipis propers a Valais.